# Sci alpino ai XXIII Giochi olimpici invernali - Slalom gigante femminile
La gara di slalom gigante femminile dello sci alpino dei XXIII Giochi olimpici invernali di Pyeongchang si è svolta il 15 febbraio 2018, a partire dalle ore 10:00 (UTC+9), presso il comprensorio sciistico di Yongpyong. La gara era prevista originariamente per il 12 febbraio, ma è stata rimandata a causa della presenza di venti superiori ai 50 km/h.
La sciatrice statunitense Mikaela Shiffrin ha conquistato la medaglia d'oro, mentre l'argento e il bronzo sono andati rispettivamente alla norvegese Ragnhild Mowinckel e all'italiana Federica Brignone.

## Classifica di gara
| Pos.    | N° | Atleta                     | Nazione                      | 1ª manche | 2ª manche | Totale  | Distacco |
| ------- | -- | -------------------------- | ---------------------------- | --------- | --------- | ------- | -------- |
| Oro     | 7  | Mikaela Shiffrin           | Stati Uniti                  | 1'10"82   | 1'09"20   | 2'20"02 | -        |
| Argento | 6  | Ragnhild Mowinckel         | Norvegia                     | 1'11"17   | 1'09"24   | 2'20"41 | +00"39   |
| Bronzo  | 3  | Federica Brignone          | Italia                       | 1'10"91   | 1'09"57   | 2'20"48 | +00"46   |
| 4       | 5  | Viktoria Rebensburg        | Germania                     | 1'11"45   | 1'09"15   | 2'20"60 | +00"58   |
| 5       | 13 | Marta Bassino              | Italia                       | 1'11"19   | 1'09"50   | 2'20"69 | +00"67   |
| 6       | 16 | Frida Hansdotter           | Svezia                       | 1'11"32   | 1'09"73   | 2'21"05 | +01"03   |
| 7       | 2  | Tessa Worley               | Francia                      | 1'12"06   | 1'09"00   | 2'21"06 | +01"04   |
| 8       | 1  | Manuela Mölgg              | Italia                       | 1'10"62   | 1'10"58   | 2'21"20 | +01"18   |
| 9       | 11 | Wendy Holdener             | Svizzera                     | 1'11"92   | 1'09"35   | 2'21"27 | +01"25   |
| 10      | 9  | Sara Hector                | Svezia                       | 1'11"22   | 1'10"31   | 2'21"53 | +01"51   |
| 11      | 14 | Sofia Goggia               | Italia                       | 1'11"64   | 1'10"16   | 2'21"80 | +01"78   |
| 12      | 18 | Anna Fenninger             | Austria                      | 1'12"43   | 1'09"67   | 2'22"10 | +02"08   |
| 13      | 10 | Petra Vlhová               | Slovacchia                   | 1'11"71   | 1'10"42   | 2'22"13 | +02"11   |
| 14      | 19 | Meta Hrovat                | Slovenia                     | 1'12"76   | 1'09"59   | 2'22"35 | +02"33   |
| 15      | 20 | Nina Løseth                | Norvegia                     | 1'13"13   | 1'09"97   | 2'23"10 | +03"08   |
| 16      | 22 | Estelle Alphand            | Svezia                       | 1'14"23   | 1'08"99   | 2'23"22 | +03"20   |
| 17      | 23 | Ricarda Haaser             | Austria                      | 1'13"37   | 1'09"99   | 2'23"36 | +03"34   |
| 18      | 26 | Kristin Lysdahl            | Norvegia                     | 1'13"45   | 1'09"95   | 2'23"40 | +03"38   |
| 19      | 28 | Taïna Barioz               | Francia                      | 1'13"54   | 1'10"06   | 2'23"60 | +03"58   |
| 20      | 25 | Adeline Baud               | Francia                      | 1'12"89   | 1'11"04   | 2'23"93 | +03"91   |
| 21      | 29 | Ana Bucik                  | Slovenia                     | 1'13"38   | 1'10"71   | 2'24"09 | +04"07   |
| 22      | 17 | Tina Weirather             | Liechtenstein                | 1'14"08   | 1'10"14   | 2'24"22 | +04"20   |
| 23      | 49 | Ester Ledecká              | Rep. Ceca                    | 1'14"62   | 1'10"07   | 2'24"69 | +04"67   |
| 24      | 24 | Bernadette Schild          | Austria                      | 1'14"50   | 1'10"31   | 2'24"81 | +04"79   |
| 25      | 37 | Candace Crawford           | Canada                       | 1'14"70   | 1'10"46   | 2'25"16 | +05"14   |
| 26      | 33 | Nevena Ignjatović          | Serbia                       | 1'14"41   | 1'10"99   | 2'25"40 | +05"38   |
| 27      | 38 | Maryna Gąsienica-Daniel    | Polonia                      | 1'13"89   | 1'11"80   | 2'25"69 | +05"67   |
| 28      | 21 | Simone Wild                | Svizzera                     | 1'13"52   | 1'13"23   | 2'26"75 | +06"73   |
| 29      | 54 | Gabriela Capová            | Rep. Ceca                    | 1'15"80   | 1'11"62   | 2'27"42 | +07"40   |
| 30      | 46 | Anastasiia Silanteva       | Atleti Olimpici dalla Russia | 1'15"67   | 1'12"28   | 2'27"95 | +07"93   |
| 31      | 31 | Megan McJames              | Stati Uniti                  | 1'16"00   | 1'12"39   | 2'28"39 | +08"37   |
| 32      | 48 | Andrea Komšić              | Croazia                      | 1'15"54   | 1'12"96   | 2'28"50 | +08"48   |
| 33      | 32 | Haruna Ishikawa            | Giappone                     | 1'16"49   | 1'12"50   | 2'28"99 | +08"97   |
| 34      | 55 | Ida Štimac                 | Croazia                      | 1'16"86   | 1'14"32   | 2'31"18 | +11"16   |
| 35      | 35 | Alice Robinson             | Nuova Zelanda                | 1'16"66   | 1'14"53   | 2'31"19 | +11"17   |
| 36      | 57 | Resi Stiegler              | Stati Uniti                  | 1'16"72   | 1'15"02   | 2'31"74 | +11"72   |
| 37      | 39 | Soňa Moravčíková           | Slovacchia                   | 1'17"88   | 1'14"11   | 2'31"99 | +11"97   |
| 38      | 47 | Maria Shkanova             | Bielorussia                  | 1'18"17   | 1'14"16   | 2'32"33 | +12"31   |
| 39      | 51 | Kim Vanreusel              | Belgio                       | 1'17"60   | 1'14"92   | 2'32"52 | +12"50   |
| 40      | 62 | Maria Kirkova              | Bulgaria                     | 1'18"39   | 1'14"38   | 2'32"77 | +12"75   |
| 41      | 58 | Barbara Kantorová          | Slovacchia                   | 1'17"74   | 1'15"20   | 2'32"94 | +12"92   |
| 42      | 45 | Nicol Gastaldi             | Argentina                    | 1'18"06   | 1'15"38   | 2'33"44 | +13"42   |
| 43      | 50 | Lelde Gasūna               | Lettonia                     | 1'18"65   | 1'15"30   | 2'33"95 | +13"93   |
| 44      | 68 | Elvedina Muzaferija        | Bosnia ed Erzegovina         | 1'19"33   | 1'15"57   | 2'34"90 | +14"88   |
| 45      | 53 | Gim So-hui                 | Corea del Sud                | 1'19"13   | 1'16"24   | 2'35"37 | +15"35   |
| 46      | 61 | Nino Tsiklauri             | Georgia                      | 1'20"02   | 1'16"91   | 2'36"93 | +16"91   |
| 47      | 56 | Kang Young-seo             | Corea del Sud                | 1'19"67   | 1'17"39   | 2'37"06 | +17"04   |
| 48      | 66 | Mialitiana Clerc           | Madagascar                   | 1'21"82   | 1'17"18   | 2'39"00 | +18"98   |
| 49      | 76 | Szonja Hozmann             | Ungheria                     | 1'21"77   | 1'17"62   | 2'39"39 | +19"37   |
| 50      | 65 | Tess Arbez                 | Irlanda                      | 1'22"12   | 1'18"12   | 2'40"24 | +20"22   |
| 51      | 69 | Mariya Grigorova           | Kazakistan                   | 1'22"42   | 1'18"77   | 2'41"19 | +21"17   |
| 52      | 70 | Sophia Ralli               | Grecia                       | 1'22"46   | 1'19"20   | 2'41"66 | +21"64   |
| 53      | 73 | Suela Mëhilli              | Albania                      | 1'24"67   | 1'21"90   | 2'46"57 | +26"55   |
| 54      | 72 | Ieva Januškevičiūtė        | Lituania                     | 1'26"38   | 1'20"64   | 2'47"02 | +27"00   |
| 55      | 64 | Kong Fanying               | Cina                         | 1'26"30   | 1'23"58   | 2'49"88 | +29"86   |
| 56      | 74 | Arabella Ng                | Hong Kong                    | 1'27"25   | 1'23"29   | 2'50"54 | +30"52   |
| 57      | 78 | Özlem Çarıkçıoğlu          | Turchia                      | 1'27"71   | 1'25"29   | 2'53"00 | +32"98   |
| 58      | 79 | Jelena Vujičić             | Montenegro                   | 1'30"53   | 1'28"12   | 2'58"65 | +38"63   |
|         | 4  | Stephanie Brunner          | Austria                      | 1'11"53   | DNF       |         |          |
|         | 12 | Ana Drev                   | Slovenia                     | 1'11"64   | DNF       |         |          |
|         | 36 | Valérie Grenier            | Canada                       | 1'15"74   | DNF       |         |          |
|         | 40 | Sarah Schleper             | Messico                      | 1'16"80   | DNF       |         |          |
|         | 60 | Freydís Halla Einarsdóttir | Islanda                      | 1'20"02   | DNF       |         |          |
|         | 63 | Olha Knysh                 | Ucraina                      | 1'20"51   | DNF       |         |          |
|         | 67 | Sabrina Simader            | Kenya                        | 1'23"27   | DNF       |         |          |
|         | 77 | Mariann Mimi Maróty        | Ungheria                     | 1'29"74   | DSQ       |         |          |
|         | 81 | Kim Ryon-hyang             | Corea del Nord               | 1'40"22   | DSQ       |         |          |
|         | 8  | Lara Gut                   | Svizzera                     | DNF       |           |         |          |
|         | 15 | Tina Robnik                | Slovenia                     | DNF       |           |         |          |
|         | 27 | Alexandra Tilley           | Gran Bretagna                | DNF       |           |         |          |
|         | 30 | Leona Popović              | Croazia                      | DNF       |           |         |          |
|         | 34 | Patricia Mangan            | Stati Uniti                  | DNF       |           |         |          |
|         | 41 | Kateřina Pauláthová        | Rep. Ceca                    | DNF       |           |         |          |
|         | 42 | Noelle Barahona            | Cile                         | DNF       |           |         |          |
|         | 43 | Maren Skjøld               | Norvegia                     | DNF       |           |         |          |
|         | 44 | Martina Dubovská           | Rep. Ceca                    | DNF       |           |         |          |
|         | 75 | Alexia Arisarah Schenkel   | Thailandia                   | DNF       |           |         |          |
|         | 80 | Anna Lotta Jõgeva          | Estonia                      | DNF       |           |         |          |
|         | 71 | Élise Pellegrin            | Malta                        | DSQ       |           |         |          |
|         | 52 | Lana Zbašnik               | Croazia                      | DNS       |           |         |          |
|         | 59 | Ania Monica Caill          | Romania                      | DNS       |           |         |          |

## Informazioni
Data: Giovedì 15 febbraio 2018 

Ora locale: 10:00 
 
Pista: Yongpyong

Partenza: 1365 m, arrivo: 965 m 

Dislivello: 400 m 

Tracciatori:  Giovanni Rulfi (1ª manche) e  Livio Magoni (2ª manche), 51 porte
Legenda:
- DNS = non partita (Did Not Start)
- DNF = prova non completata (Did Not Finish)
- DSQ = squalificata (Disqualified)
- Pos. = posizione